# Ратьков, Василий Александрович
Василий Александрович Ратьков (29 мая [10 июня] 1859 — 1893) — российский архитектор, гражданский инженер. Городовой архитектор Петрозаводска.

## Биография
Первоначальное образование получил в Новгородской классической гимназии. В 1879 году поступил в Институт гражданских инженеров, который окончил в 1883 году по первому разряду со званием гражданского инженера и правом на чин X класса. В том же году поступил техником в губернскую земскую управу в Петрозаводске, вскоре получив должность городового архитектора. В 1889 году перешёл в строительный отдел Олонецкого губернского правления на должность младшего инженера, а с 1891 года состоял младшим архитектором. Коллежский асессор.

## Проекты и постройки

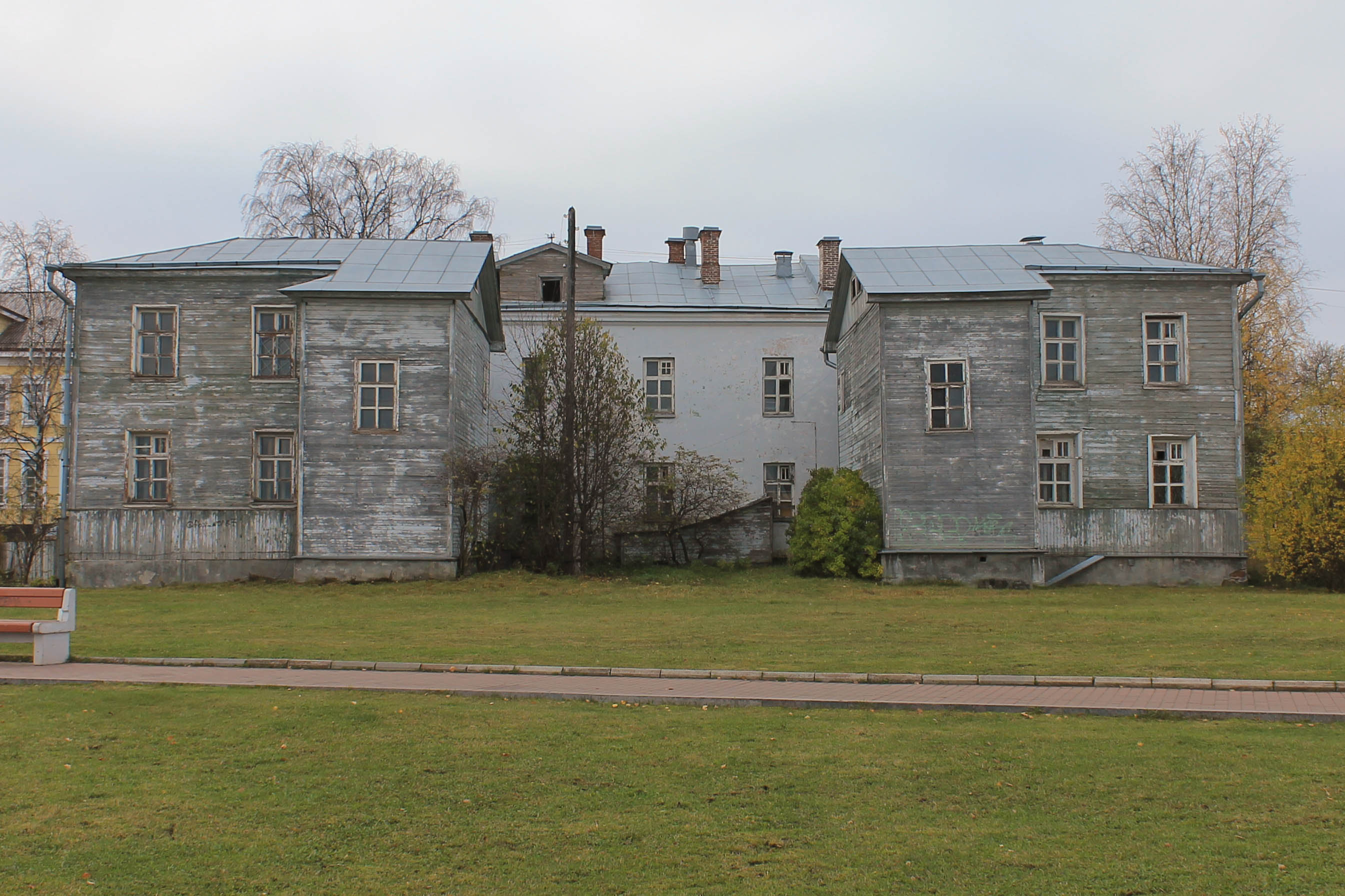
Корпус психиатрической губернской земской больницы (1889)

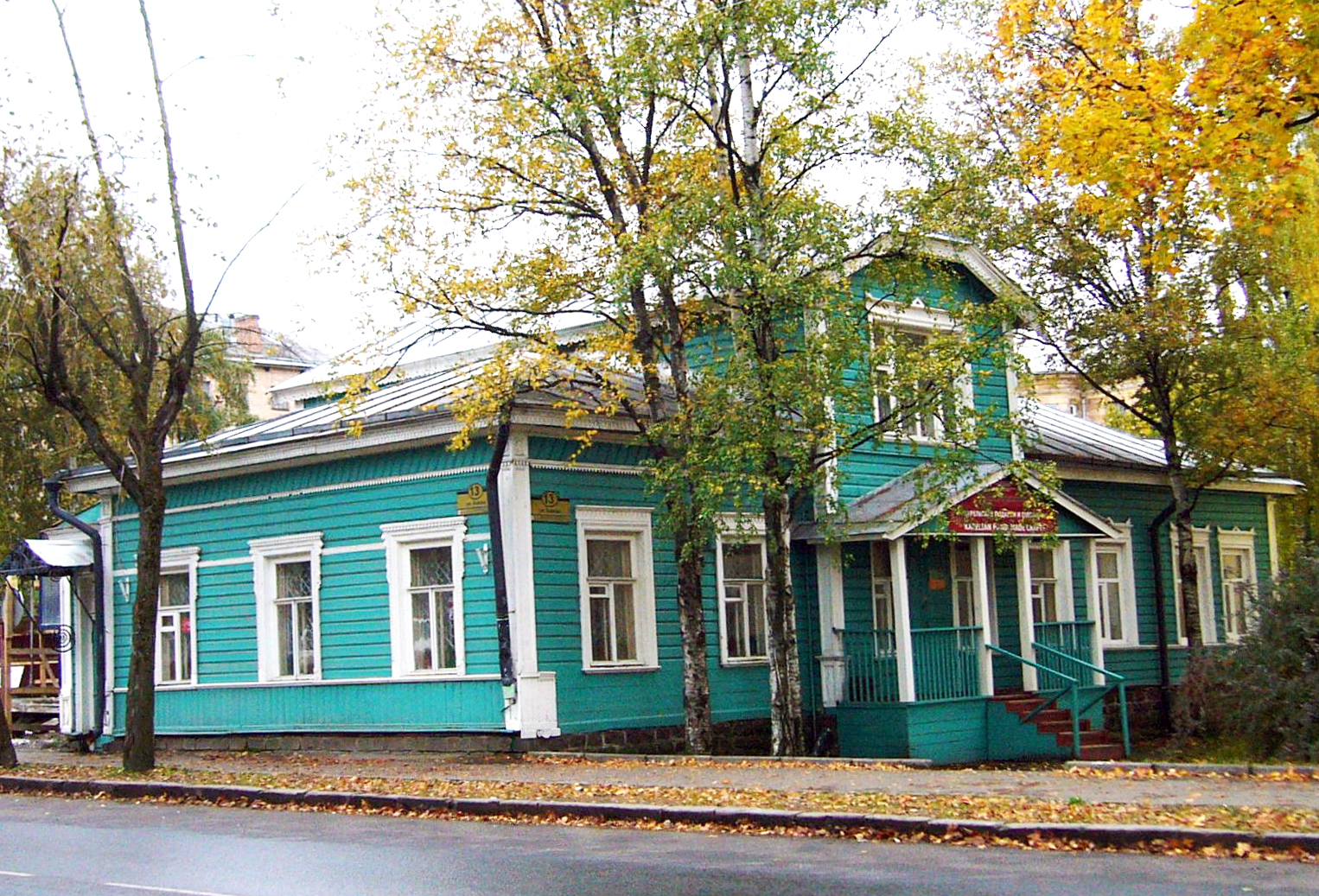
Деревянный дом Каца (1880-е)

- Деревянные мосты в Олонецкой губернии (1880-е);
- Здание психиатрической губернской земской больницы. Петрозаводск, улица Федосовой, 18 (1889). Памятник градостроительства и архитектуры;
- Лютеранская церковь в Петрозаводске (1880-е, по готовому проекту)[2];
- Деревянный дом Каца. Петрозаводск, улица Кирова, 13 (1880-е). Памятник градостроительства и архитектуры.